# Ljubow Schtscherbina
Ljubow Schtscherbina (russisch Любовь Щербина; * 1951) wurde bekannt als Schachspielerin aus der ehemaligen Sowjetunion, wechselte aber nach 1975 das Geschlecht zu männlich.

## Leben
Ljubow Schtscherbina erlernte die Schachregeln vom Vater und zwei Brüdern. Im Jahr 1968 gewann Schtscherbina die Mädchen-Meisterschaft der sowjetischen Streitkräfte. Nach dem Schulabschluss nahm Schtscherbina ein Studium am Sewastopoler Institut für Gerätebau auf. In den 1970er Jahren wurde Schtscherbina mehrmals Einzelmeisterin der sowjetischen Marine. Beim sowjetischen Pokal der Sportvereinigungen 1974 in Moskau erreichte die eigene Mannschaft den zweiten Platz, Schtscherbina zeigte dabei das drittbeste Ergebnis am zweiten Frauenbrett. Im Jahr 1975 gelang Schtscherbina der Sieg bei der Frauenmeisterschaft der Ukrainischen SSR.
Zweimal spielte Schtscherbina im Finale der sowjetischen Meisterschaft der Frauen; beide Meisterschaften galten auch als Zonenturniere. In Toljatti belegte Schtscherbina 1972 einen der letzten Plätze. Nach drei Jahren verbesserte sich Schtscherbina deutlich und kam in Frunse mit Tatjana Fomina auf den geteilten zweiten Platz. Schtscherbina bezwang unter anderem Jelena Fatalibekowa und Tatjana Satulowskaja, außerdem spielte Schtscherbina Remis mit der damals noch sehr jungen Georgierin Maia Tschiburdanidse. Im Turnierbericht lobte Fatalibekowa Schtscherbinas Vielseitigkeit und Kreativität. Schtscherbina erhielt für den Erfolg den Titel Meister des Sports der UdSSR und war für die Teilnahme an einem Interzonenturnier der Frauen im kommenden Jahr spielberechtigt.
Schtscherbinas unkonventionelles Aussehen zusammen mit der starken Leistung sorgten jedoch für Aufregung. Es wurden Gerüchte über die Geschlechtszuordnung in Schachkreisen verbreitet. Nach einiger Zeit wandte sich Schtscherbina an den sowjetischen Schachverband: Schtscherbina sah sich nun als männliche Person und verzichtete auf das Interzonenturnier. Bald verschwand Schtscherbinas Name aus den sowjetischen Titel- und Ranglisten; als alleinige Zweitplatzierte der sowjetischen Frauenmeisterschaft 1975 wurde rückwirkend Tatjana Fomina präsentiert.
Über das weitere Leben von Schtscherbina ist nicht viel bekannt. Nach einer geschlechtsangleichenden Operation spielte Schtscherbina als Mann weiter Schach, allerdings nicht auf dem hohen Niveau.
Schtscherbinas beste Elo-Zahl betrug 2190 im Januar 1977.